# Stade René Pleven d'Akpakpa
Het Stade René Pleven d'Akpakpa is een multifunctioneel stadion in Cotonou, Benin. Het stadion wordt meestal gebruikt voor voetbalwedstrijden, de voetbalclub Requins de l'Atlantique FC maakt gebruik van dit stadion. In het stadion is plaats voor 12.000 toeschouwers. (Er zijn ook bronnen die 10.000 aangeven.) 